# 리나 하이드리히

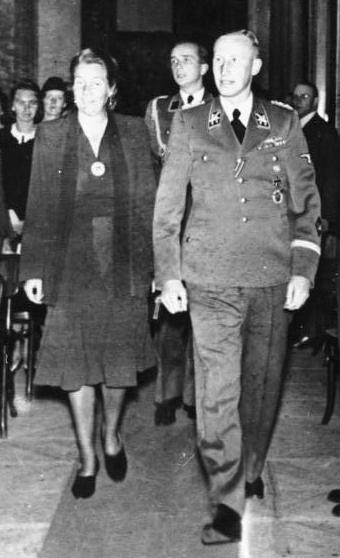
1942년 5월 26일, 라인하르트 하이드리히와 아내 리나는 발트슈타인 궁전에서 열린 리하르트 브루노 하이드리히의 음악회에 참석한다.

리나 마틸데 하이드리히(혼전성 폰 오스텐 (von Osten), 독일어: Lina Mathilde Heydrich, 1911년 6월 14일 ~ 1985년 8월 14일)는 나치 독일의 게슈타포 및 SS 보안방첩부의 수장 라인하르트 하이드리히의 부인이다.

## 생애
하급귀족 출신인 리나는 발트해 연안의 페마른 섬 출신의 마을 학교 교장의 딸로 태어났으며, 1931년에 당시 SS에 막 가입했던 라인하르트 하이드리히와 결혼하여 2남 2녀를 낳았다.
그러나 1942년에 하이드리히가 암살되었고, 전쟁이 끝난 후 국교 제거 절차에서 허가되었다. 그녀는 1956년과 1959년 서독 정부에 대한 일련의 법정 소송의 결과로 연금을 받을 권리를 더 얻었다. 리나의 남편은 전사한 독일 장군이었기 때문에 그녀는 상당한 연금을 받을 자격이 있었다. 정부는 이전에 하이드리히의 홀로코스트 역할 때문에 지불을 거절했었다.
1965년, 리나는 핀란드로 휴가 여행을 가는 동안 핀란드 극장 감독인 마우노 마니넨을 만났다. 결국 그들은 그녀의 성을 바꾸기 위해 결혼했다. 그녀는 1969년 2월에 소실될 때까지 레스토랑과 여관으로 라인하르트 하이드리히의 예전 여름 별장을 운영했다.
1976년에  리나는 '전범과의 생활'라는 회고록을 출간했다. 1985년 8월 14일 서독 페만에서 74세의 나이로 사망할 때까지 리나는 여러 명의 작가들과 이야기를 나누었고, 많은 신문에 정정 서신을 보냈으며, 그녀의 첫 남편의 명성을 옹호했다.

## 참고 문헌
- Gerwarth, Robert (2011). 《Hitler's Hangman: The Life of Heydrich》. New Haven, CT: Yale University Press. ISBN 978-0-300-11575-8.
- Lehrer, Steven (2000). 《Wannsee House and the Holocaust》. Jefferson, NC: McFarland. ISBN 978-0-7864-0792-7.
- Williams, Max (2003). 《Reinhard Heydrich: The Biography, Volume 2—Enigma》. Church Stretton: Ulric Publishing. ISBN 978-0-9537577-6-3.